# Canton de Saint-Vivien-de-Médoc
Pour les articles homonymes, voir Saint-Vivien et Médoc (homonymie).
Le canton de Saint-Vivien-de-Médoc est une ancienne division administrative française située dans le département de la Gironde et la région Aquitaine. Au redécoupage cantonal de 2014, l'ancien canton de Saint-Vivien-de-Médoc est inclus en totalité dans le nouveau canton de Nord-Médoc (29 communes).

## Géographie
Ce canton était organisé autour de Saint-Vivien-de-Médoc dans l'arrondissement de Lesparre-Médoc. Son altitude variait de 0 m (Grayan-et-l'Hôpital) à 36 m (Le Verdon-sur-Mer) pour une altitude moyenne de 6 m.

## Composition
Le canton de Saint-Vivien-de-Médoc regroupait sept communes et comptait 9 467 habitants (population municipale) au 1er janvier 2010.
| Nom                   | Code Insee | Intercommunalité    | Superficie (km2) | Population (dernière pop. légale) | Densité (hab./km2) |
| --------------------- | ---------- | ------------------- | ---------------- | --------------------------------- | ------------------ |
| Grayan-et-l'Hôpital   | 33193      | CC Médoc Atlantique | 45,40            | 1 314 (2014)                      | 29                 |
| Jau-Dignac-et-Loirac  | 33208      | CC Médoc Atlantique | 41,23            | 1 007 (2014)                      | 24                 |
| Saint-Vivien-de-Médoc | 33490      | CC Médoc Atlantique | 29,40            | 1 721 (2014)                      | 59                 |
| Soulac-sur-Mer        | 33514      | CC Médoc Atlantique | 28,89            | 2 524 (2014)                      | 87                 |
| Talais                | 33521      | CC Médoc Atlantique | 15,27            | 713 (2014)                        | 47                 |
| Vensac                | 33541      | CC Médoc Atlantique | 34,00            | 945 (2014)                        | 28                 |
| Le Verdon-sur-Mer     | 33544      | CC Médoc Atlantique | 17,09            | 1 367 (2014)                      | 80                 |

## Démographie
| 1962  | 1968  | 1975  | 1982  | 1990  | 1999  | 2006  | 2011  | 2012  |
| ----- | ----- | ----- | ----- | ----- | ----- | ----- | ----- | ----- |
| 7 365 | 7 474 | 7 659 | 7 891 | 8 126 | 8 194 | 8 863 | 9 471 | 9 483 |

## Histoire
De 1833 à 1848, les cantons de Lesparre et de Saint-Vivien avaient le même conseiller général. Le nombre de conseillers généraux par département était limité à 30.

## Administration

### Conseillers généraux de 1833 à 2015
| Période | Période          | Identité                                       | Étiquette                                     | Qualité |
| ------- | ---------------- | ---------------------------------------------- | --------------------------------------------- | --- |
| 1833    | 1839 (décès)     | Pierre Gaillard                                | Majorité gouvernementale                      | Ancien capitaine des grenadiers de la Garde Propriétaire à Talais Député (1831-1834) Juge de paix de Saint-Vivien |
| 1839    | 1848             | Pierre-Bernard Boué                            |                                               | Négociant à Bordeaux                                                                                              |
| 1848    | 1852             | Raymond Magne                                  | Républicain                                   | Docteur en médecine à Talais Expulsé en Belgique en 1852                                                          |
| 1852    | 1864             | Alphonse Adrien Robert Louvet de Paty du Rayet |                                               | Conseiller à la Cour Impériale de Bordeaux                                                                        |
| 1864    | 1871 (décès)     | Antonin Bert                                   | Conservateur                                  | Docteur-médecin à Jau                                                                                             |
| 1871    | 1880             | Léon Delhomme                                  | Constitutionnel bonapartiste puis Républicain | Docteur-médecin à Talais                                                                                          |
| 1880    | 1894 (démission) | Jean Goudineau                                 | Républicain                                   | Propriétaire, maire de Jau (1870-1871 et 1876-1881), conseiller d'arrondissement                                  |
| 1894    | 1910             | Comte Ernest de Lahens                         | Républicain                                   | Propriétaire à Saint-Laurent-Médoc (château Perganson-Larose)                                                     |
| 1910    | 1914 (décès)     | Félix Mesnard                                  | RG                                            | Joaillier-orfèvre - Propriétaire à Bordeaux Maire de Soulac-sur-Mer Député (1914)                                 |
| 1914    | 1919             | siège vacant                                   |                                               | |
| 1919    | 1925 (démission) | Gaston Boymier                                 | RG                                            | Docteur en médecine, propriétaire à Saint-Vivien-de-Médoc                                                         |
| 1925    | 1940             | Jean Guilhem                                   | URD                                           | Propriétaire à Bordeaux, conseiller municipal de Soulac                                                           |
|         |                  |                                                |                                               | |
| 1945    | 1958             | Georges Poirier                                | Rad. puis DVD                                 | maire du Verdon                                                                                                   |
| 1958    | 1964             | Jean-Guy Lartigue (1924-2012)                  | SFIO                                          | Maire de Grayan-et-l'Hôpital (1947-2001)                                                                          |
| 1964    | 1976             | Jean-François Pintat                           | RI                                            | Ingénieur Sénateur (1971-1990) Maire de Soulac-sur-Mer                                                            |
| 1976    | 1988             | Jacques Noël                                   | PS                                            | Médecin Maire de Saint-Vivien-de-Médoc                                                                            |
| 1988    | 2001             | Xavier Pintat (fils de J.F.Pintat)             | UDF                                           | Ingénieur Commissariat à l'Energie Atomique Député-Maire de Soulac-sur-Mer (1993-1997) Sénateur (1998-2017)       |
| 2001    | 2008             | Jean-François Régère                           | DVD                                           | Agriculteur - Député (2002-2007) Maire de Talais (1995-2008)                                                      |
| 2008    | 2015             | Serge Laporte                                  | PS                                            | Électricien Maire de Grayan-et-l'Hôpital (2001-2020)                                                              |

### Conseillers d'arrondissement (de 1833 à 1940)
Le canton de Saint-Vivien avait deux conseillers d'arrondissement.
| Période                                  | Période      | Identité                                                         | Étiquette   | Qualité |
| ---------------------------------------- | ------------ | ---------------------------------------------------------------- | ----------- | --- |
| 1833                                     | 1839         | Marie Joseph Henri Gabriel Victor, Comte de Grégoires Desgardies |             | Propriétaire à Jau                                                                                          |
| 1833                                     | 1836         | M. Figeron                                                       |             | Propriétaire à Talais                                                                                       |
| 1836                                     | 1845         | Justin Gaillard (1799-1861)                                      |             | Notaire, maire de Talais                                                                                    |
| 1839                                     | 1848         | Raymond Magne                                                    | Républicain | Propriétaire et médecin à Talais                                                                            |
| 1845                                     | 1848         | Raymond Bert (1775-1863)                                         |             | Propriétaire rentier, maire de Jau                                                                          |
|                                          |              |                                                                  |             | |
| 1877                                     | 1904 (décès) | Max Fauchey                                                      | Républicain | Médecin à Lesparre                                                                                          |
| 1877                                     | 1880         | Jean Goudineau                                                   | Républicain | Propriétaire, maire de Jau (1870-1871 et 1876-1881)                                                         |
| 1883                                     | 1889         | Ferdinand-François Bert                                          | Républicain | Maire de Talais                                                                                             |
| 1889                                     | 1904         | Gaston Audoy                                                     | Républicain | Propriétaire à Saint-Vivien, Président du Conseil d'arrondissement                                          |
| 1904                                     | 1925         | Jean Faure                                                       |             | Agriculteur, maire de Saint-Vivien                                                                          |
| 1919                                     | 1940         | M. Eymond                                                        |             | Maire de Vensac                                                                                             |
| 1925                                     | 1940         | M. Durand                                                        |             | |
| 1940                                     |              |                                                                  |             | Les conseils d'arrondissement ont été suspendus par la loi du 12 octobre 1940 et n'ont jamais été réactivés |
| Les données manquantes sont à compléter. |              |                                                                  |             | |